# Xavier Mary
Xavier Mary est un artiste visuel belge, né à Liège en 1982. Il vit et travaille à Bruxelles.

## Biographie
Né dans l'ancien bassin sidérurgique de la ville de Liège en 1982, Xavier Mary vit et travaille à Bruxelles. Il a étudié à l'ERG (École de recherche graphique) .
En 2006, il présente sa première exposition solo Highway Ravers, au Palais des Beaux-Arts (Bruxelles),,.
Depuis, il participe à des expositions individuelles et collectives dans des lieux tels que  WIELS (Bruxelles), Galerie Christian Nagel (Berlin), Galerie Albert Baronian (Bruxelles), La Maison Rouge (Paris), Neuer Aachener Kunstverein (Aachen), FUTURA (Prague), Konschthal Esch (Esch-sur-Alzette), Centre d'art contemporain la synagogue de Delme (Delme).
Il est aussi le cofondateur, avec la curatrice Noémie Merca, du project space DIESEL, situé dans une station-service abandonnée de la région de Liège,.
En 2019, il présente sa première exposition muséale, MX Temple, au BPS22,.

## Œuvre
Le travail de Xavier Mary oscille entre sculptures post-industrielles et réalisme post-apocalytique.

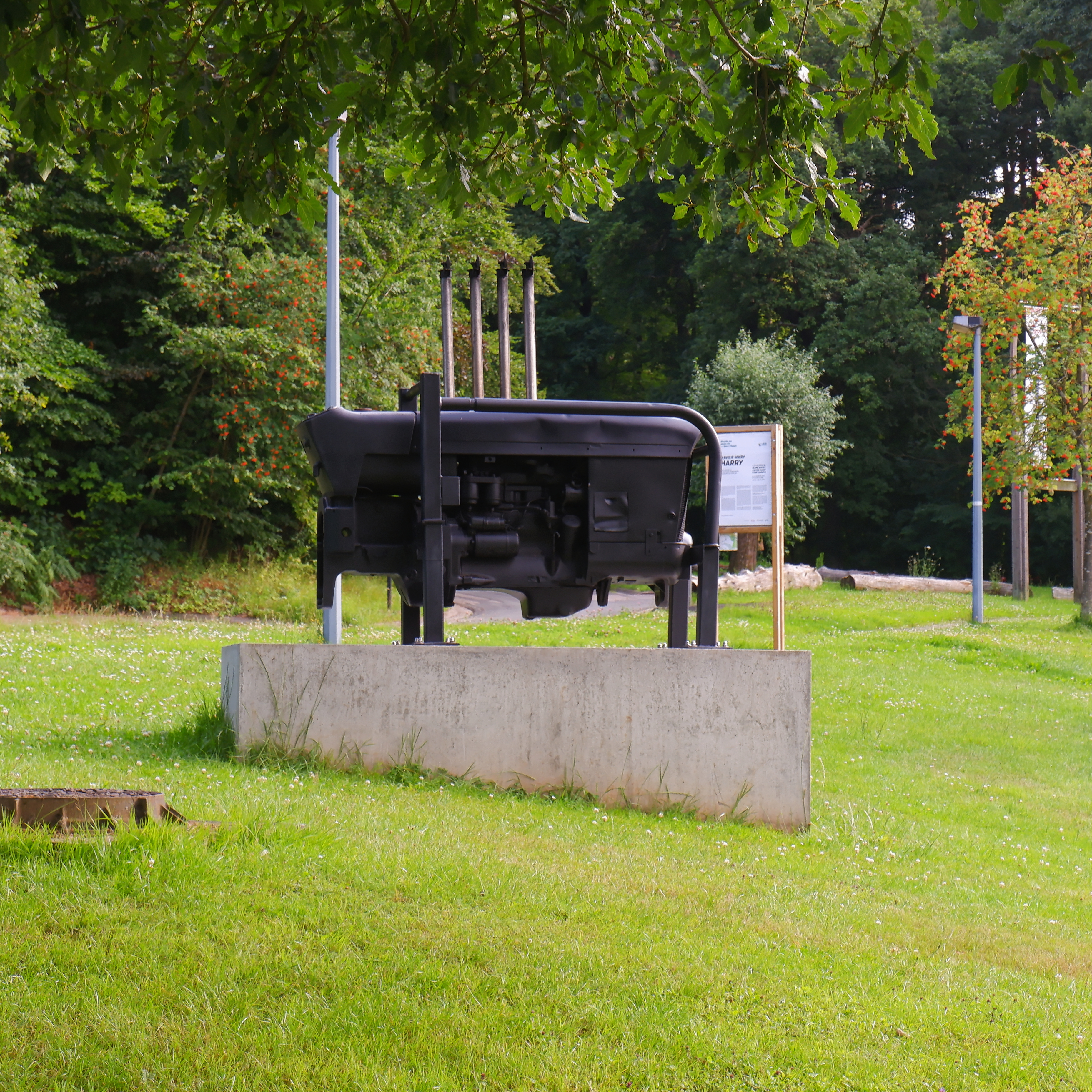
Xavier Mary, Harry - Musée en plein air du Sart-Tilman - 2018

Ces sculptures et installations aux allures brutalistes semblent célébrer la gloire d’une époque Fordiste, tout en suggérant par une poésie puissante sa fin toute proche.
- 2009 : Digital monolithe blanc 1/1 [12], au Musée d'art contemporain en plein air du Sart Tilman (Université de Liège)
- 2014 : Λαβύρινθος[13], au Musée d'art contemporain en plein air du Sart Tilman (Université de Liège)
- 2018 : Harry[14], au Musée d'art contemporain en plein air du Sart Tilman (Université de Liège)
- 2019 : MX Temple[15], dans la Collection Uhoda (Liège)[16]

## Expositions personnelles
- 2023: Echoes From Daedalus Garden, Van Buuren Museum, Bruxelles[17]
- 2023: Black Hole Sun, Galerie Baronian, Bruxelles
- 2022: Highway Ravers II, Centre Wallonie Bruxelles, Paris[18],[19],[20]
- 2021: Schaufenster 2, Konschthal Esch, Esch-sur-Alzette[1]
- 2020: Black Hole Sun, FUTURA Contemporary Art Center, Prague[1]
- 2019: MX Temple, BPS22 Museum, Charleroi[8]
- 2018: Jan Hoeft / Xavier Mary, Neuer Aachener Kunstverein, Aix-la-Chapelle[1]
- 2017: The Enigma of Steel, Galerie Nosbaum Reding, Luxembourg[21]
- 2017: Snake Driver, Galerie Albert Baronian, Bruxelles[1]
- 2014: Over Drive, Galerie Albert Baronian, Bruxelles[22]
- 2013: Iron Triangle, APT Institute, New York[1]
- 2012: Petrolatum, Galerie Christian Nagel, Berlin[1]
- 2012: Eat The Magic Lions, Künstlerhaus Bethanien [archive], Berlin[1], [23]
- 2010: Over Game, Galerie Baronian-Francey, Bruxelles[1]
- 2010: Ortho Graphe, galerie Christian Nagel, Berlin[24]
- 2009: Specific Pattern, galerie Espace Uhoda, Liège[25]
- 2006: Highway Ravers, palais des beaux-arts de Bruxelles, Bruxelles[3],[4]

## Expositions collectives
- 2024 : Art au Centre 2024 #15[26], à Liège
- 2023: 
  - QUINQUAGESIMUM, Fondation CAB,  Bruxelles[27]
  - CULT / STONE / IMAGE / PROJECTION (The Agprognostic Temple Chapter 9) , Chapelle de Boondael, Bruxelles[28]
  - Private Views, La Boverie, Liège[29],[30]
- 2019 : 
  - Art au Centre 2019 #1[31], à Liège
  - Exposition Aline Bouvy, Xavier Mary, Loup Sarion[32], au Musée d'art contemporain en plein air du Sart Tilman
- 2015: Stay Focused, Cookie Butcher Antwerpen, Anvers[33]
- 2014: 
  - Encounters  at the Boundary, CC  De Kollebloem, Puurs[34]
  - De Vierkantigste Rechthoek, Kunsthal Kade, Amersfoort[35]
- 2012: Pop-Up, Musée d'Ixelles, Bruxelles[36]
- 2009: Nothing is permanent, La centrale électrique, centre Européen d'art contemporain, Bruxelles[37]
- 2008 : 6e Prix de la Jeune Sculpture de la Communauté française de Belgique[38], au Musée d'art contemporain en plein air du Sart Tilman
- 2007: Gantz Graf', Witte Zaal, Gand[39]